# Турополье (историческая область)
Турополье (хорв. Turopolje), оно же Загребское поле (хорв. Zagrebačko polje, лат. Campus Zagrabiensis) — небольшая историческая область в Срединной Хорватии к югу от Загреба. Известна с XIII века. Старожилы области (туропольские дворяне-едносельцы) говорят на кайкавском диалекте хорватского языка.

## География
Турополье — холмистая равнина, её географическими границами служат река Сава (на северо-востоке) и Вукомеричская горная цепь (Vukomeričke gorice, на юго-западе). Общая площадь — 600 км2. Средняя высота — 110 м над уровнем моря. Через равнину протекает река Одра, с притоком Ломницей. Значительная часть региона покрыта лесами столетнего черешкового дуба.
Топоним «Турополье» напрямую связан с диким европейским быком туром. Когда-то на этих просторах паслись огромные стада дикого скота, редевшие век от века. Последний туропольский тур был убит около 1800 года.
В более широком историко-географическом смысле Турополье тождественно старинному административному округу Велика Горица (Velika Gorica), который некогда охватывал Туропольскую равнину, Туропольскую Посавину, среднюю часть Вукомеричского хребта и Среднее Покупье.

## История
Когда-то Турополье, вплотную примыкавшее к Загребской конурбации, называлось Загребачским полем. Одно время оба топонима функционировали параллельно. С XVI века преобладание получил топоним «Турополье».
Столицей Турополья является Велика Горица, которая впервые упомянута (под именем «Горица») в 1228 году. Другие населённые пункты, в разное время основанные в Турополье или присоединённые к нему:
- Вукоевац (Vukojevac),
- Горный Вукоевац (Gornji Vukojevac),
- Дольный Вукоевац (Donji Vukojevac)
- Вуковина (Vukovina),
- Мрацлин (Mraclin, существует с ново-каменного века),
- Велика Млака (Velika Mlaka),
- Мала Млака (Mala Mlaka[4]),
- Старо-Чиче (Staro Čiče, существует с бронзового века),
- Щитарево (Šćitarjevo, существует с римских времён),
- Горный Хрушевец (Gornji Hruševec, существует с римских времён),
- Горне-Подоточье (Gornje Podotočje),
- Лукавец (Lukavec, он же Dvorac[5] , известен с XV века),
- Лекеник (Lekenik),
- Пещеница (Peščenica),
- Бушевец (Buševec),
- Куче (Kuče),
- Огулинец (Ogulinec),
- Краварско (Kravarsko),
- Покупско (Pokupsko),
- Поляна Лекеничка (Poljana Lekenička),
- Брежани Лекенички (Brežani Lekenički),
- Букевье (Bukevje),
- Роженица (Roženica) и
- Храще-Туропольсько (Hrašće Turopoljsko).

В XIII веке существовал Туропольский архидьяконат (Turopoljski Arhiđakonat). На юге, в Вукомеричских горах, архидьяконат граничил с владениями Топушского аббатства (Topuska opatija, Toplička opatija, Velika Cistercitska Opatija Toplica). Внутри этих границ функционировало свободное гражданское общество, крепко сплочённое в балканскую общину-задругу. Здесь никогда не было ни помещиков, ни кметства (хорватский вариант крепостного права).
В 1225 г. венгерско-хорватский король Бела IV даровал туропольцам за их боевые заслуги статус дворян-едносельцев (Plemići jednoselci), граждан «Дворянской общины Турополье» (Plemenita općina Turopolje). В 1278 г. кодекс обычного права Турополья был утверждён Хорватским Сабором. В 1279 г. Ласло IV Кун (внук Белы IV) подтвердил дворянское достоинство туропольских граждан. С тех пор у туропольцев бытует поговорка «сами себе господа» (sami svoji gospodari).

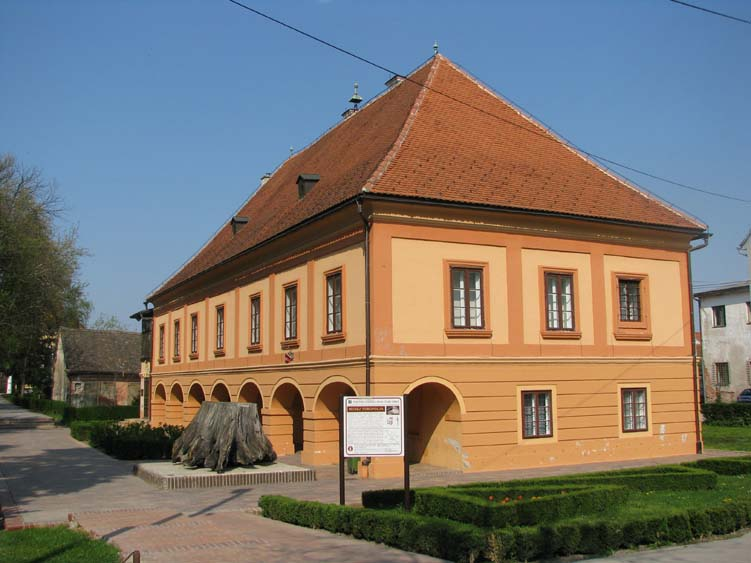
Туропольский музей в Великой Горице (бывшее дворянское собрание)

В 1299 г. выходцы из Турополья основали село Карашево (Karaševo) в Банате (ныне в Румынии). Их потомки, известные как карашевцы, доныне сохранили хорватское самосознание и славянскую речь.
В 1466 г. венгерский король Матьяш I Хуньяди-Корвин подтвердил все права и привилегии туропольцев.
Долгое время здесь пытались закрепиться турки-османы. В 1578 году — в ходе Краварской битвы — дворяне из Краварско и Горного Хрушевца разгромили превосходящие силы османов. Место битвы с тех пор зовётся Красной землёй (хорв. Crvena Zemlja), а турецкие набеги на какое-то время прекратились. И родилась в те годы у туропольцев поговорка: «Захотели турки краварского вина, туропольских хором и загребских девчат!».

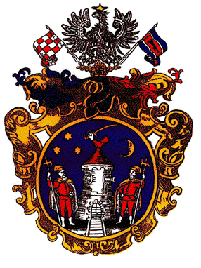
Герб «Дворянской общины Турополье»

В 1737 г. Kaрл III Габсбург даровал «Дворянской общине Турополье» герб и серебряную гербовую печать. На гербовом щите изображена овальная башня города Лукавца, справа и слева от неё стоят бойцы в красных мундирах. Из двух бойниц выглядывают пушки. Башню венчает рука с обнажённой саблей, слева от руки — полумесяц, справа — три шестиконечных звезды. Над щитом — орёл, держащий знамёна Хорватии и Славонии.
В 1848 году «Дворянская община Турополье» неожиданно раскололась: часть туропольцев поддержала избранного хорватским народом бана Елачича — часть же, из числа так называемых мадьяронов (maďarony), выступила на стороне революционной Венгрии Лайоша Кошута, посягнувшей на права хорватского языка.
В 1918 г. Турополье вошло в состав Королевства сербов, хорватов и словенцев.
В апреле 1941 г. Турополье вошло в состав Независимого Государства Хорватия. В 1943 г. города Велику-Горицу и Турополье посетил поглавник Анте Павелич. Он был восторженно встречен народом. Павелич провёл смотр отрядов самообороны дворянской общины.
При коммунистическом диктаторе Иосипа Броз-Тито, в 1947 году, «Дворянская община Турополье» была упразднена, всё её достояние национализировано. Независимая Хорватская республика в 1991 году возродила дворянскую общину. В начале XXI века «Дворянская община Турополье» потребовала реституции национализированной недвижимости.
В 1973 г. краеведы из карашевского села Клокотич (в Румынии) установили побратимские отношения с туропольским селом Бушевец.
В начале хорватской войны за независимость (1991—1995) Турополье оказалось на переднем краю: здесь прошла линия фронта борьбы с белградскими коммунистами.
16 ноября 2012 года в аэропорту Загреба народ торжественно встречал освобождённых из заключения после оправдания Гаагским трибуналом хорватских генералов Анте Готовину и Младена Маркача. В первом ряду стояла делегация туропольских дворян, одетых в чёрные доломаны и чёрные папахи. Сойдя с трапа, Готовина обменялся с ними рукопожатиями.